# Nicolás Martínez Fontes
Nicolás Martínez Fontes (4 de marzo de 1792-ca. 1874) fue un militar argentino que tomó parte de las guerras civiles de su nación. Aunque opositor a Juan Manuel de Rosas, delató el movimiento previsto en 1839 para deponerlo, con lo que pasó a sus filas.

## Biografía
Nicolás Martínez Fontes nació en Asunción del Paraguay el 4 de marzo de 1792.
Radicado en Buenos Aires ingresó como oficial meritorio a la Real Renta de Tabacos el 4 de junio de 1808. A fin de ese año se desempeñaba como interventor de los Almacenes Generales, alcanzando el grado de oficial 1.º en 1810.

### Ejército
Tras la Revolución de Mayo se dedicó al comercio hasta que en 1815 ingresó al ejército. Hallándose a las órdenes del coronel Ignacio Álvarez Thomas tomó parte de la sublevación de Fontezuelas que depuso al Director Supremo de las Provincias Unidas del Río de la Plata Carlos María de Alvear.
Incorporado al Ejército del Norte como ayudante de general Domingo French permaneció acantonado en Jujuy, donde actuó como secretario de la causa criminal contra el teniente Carlos Bownes por deserción contribuyendo a salvar su vida, en Las Trancas y en Tucumán en 1816.
A su regreso en 1817 fue designado comandante en el ejército al mando del general Nicolás de Vedia. El 23 de mayo de ese año se lo destinó al Regimiento Voluntario de Caballería.
Poco después fue nombrado ayudante de la Comandancia General de Campaña de Buenos Aires, desempeñada por su primo hermano el general Juan Ramón Balcarce.
Participó de la recolección de los ganados ofrecidos por los hacendados del sur de la provincia de Buenos Aires para fundar la estancia del gobierno en Kakel Huincul.

### Guerras Civiles
El 18 de diciembre fue ascendido a ayudante mayor y marchó en 1818 a la campaña contra la provincia de Santa Fe con el ejército de Balcarce. En el combate de Villa del Rosario del 19 de enero de 1819 batió a una fuerza enemiga muy superior lo que le valió una recomendación ante el gobierno.
Como ayudante de Balcarce hizo la campaña de 1820 contra los caudillos federales combatiendo en la batalla de Cepeda y acompañándolo en su repliegue a San Nicolás de los Arroyos.
Regresó a Buenos Aires con Balcarce cuando éste se hizo cargo del gobierno. Mientras se desempeñaba como secretario militar del gobernador, siguió al coronel Manuel Dorrego en su campaña contra Alvear y José Miguel Carrera, interviniendo en el asalto y toma de San Nicolás y en la batalla de Pavón librada contra Estanislao López.
El 3 de noviembre de 1820 fue ascendido a sargento mayor.
En 1821 acompañó al general Martín Rodríguez en su campaña contra los indios asistiendo a los ataques llevados a cabo en el arroyo Chapaleofú.
Fue destinado al Ministerio de Guerra en funciones administrativas hasta 1823, año en que se adhirió a la reforma militar de Bernardino Rivadavia.
En 1825 fue reincorporado al servicio activo con motivo de la Guerra del Brasil. Prestó servicio en el despacho del Ministerio de Guerra hasta que en agosto de 1827, al ocupar el gobierno Dorrego, se convirtió también en su secretario de confianza manteniendo su anterior cargo que dejó tras la revolución de Juan Lavalle del 1 de diciembre de 1828.
Formó parte del Ejército de Reserva que al mando del general Balcarce luchó en 1831 en la provincia de Córdoba contra el general José María Paz, siendo ascendido a teniente coronel efectivo.

### Gobierno de Balcarce
En 1832 el gobernador Balcarce lo nombró jefe del Batallón 1 de Cazadores del Río de la Plata con el grado de coronel. 
En 1833 actuó como vocal en el consejo de guerra que juzgó al coronel José María Pinedo por los sucesos de las Islas Malvinas.
El primo y ministro de guerra de Balcarce Enrique Martínez fomentaba la oposición al exgobernador Juan Manuel de Rosas, quien había marchado a su campaña al desierto. A esos efectos reunió un núcleo de militares cercanos: Martínez Fontes, los hermanos Olazábal, el coronel de artillería Iriarte y el general Espinosa.
Ese primer núcleo integró luego a los doctrinarios del federalismo: Diego Alcorta, José de Ugarteche y Gregorio García de Tagle, sumándose luego Epitacio del Campo, el canónigo Vidal Lynch y los estudiantes Marco Avellaneda, Juan María Gutiérrez y José Luis Bustamante, así como algunos jóvenes que habían adherido al movimiento de Lavalle (Florencio Varela y Valentín Alsina).
El 28 de abril se efectuaron elecciones y el grupo de Martínez, que se conocían ya como federales doctrinarios ganó las elecciones, pero no sólo con votos propios. La lista federal encabezada por Rosas (apostólicos) fue lanzada a último momento y la guarnición repartió entre sus adherentes la de Martínez que fue votada masivamente.
En la parroquia del Socorro el rosista Nicolás Marino se dio cuenta de lo que sucedía y en maniobra similar hizo votar otra lista con rosistas (el mismo Rosas, Tomás Guido, Celestino Vidal, Vicente López, Felipe Arana, Pedro Medrano, Baldomero García, José Lagos) mechada con doctrinarios (Tagle) y unitarios (Zavaleta).
Al ver la maniobra, los doctrinarios que controlaban la mesa sumaron los votos apostólicos a su lista y ante la protesta de estos intervino Nicolás Martínez Fontes con sus tropas del Río de la Plata manteniendo el fraude. Tras la victoria, Martínez Fontes formó la tropa en el cuartel y la proclamó diciendo que muriesen los absolutistas.
La calificación como "lomonegro" convencido y su papel en las elecciones no le dejaron muchas opciones tras la Revolución de los Restauradores, pasando nuevamente a reserva en la reforma de 1834.

### Conspiración de Maza
Al producirse el Bloqueo francés del Río de la Plata, los productores ganaderos se vieron perjudicados, lo cual contribuyó a romper la alianza que habían tenido hasta entonces con el gobernador Rosas. Por otro lado, muchos habitantes de Buenos Aires y los emigrados en Montevideo prometieron ayuda económica y militar. Concretamente, el general Lavalle debía desembarcar en la provincia y ponerse al frente de la revolución contra Rosas. En los partidos del sur de la provincia se desarrolló una amplia conspiración para la lucha, que llevaría el nombre de Libres del Sur.
Algunos oficiales de la guarnición de Buenos Aires se unieron a la conjura contra Rosas. El más prestigioso y más vinculado en el sur de la provincia era el teniente coronel Ramón Maza, quien en mayo de 1839 había sido convencido por José Lavalle, hermano del general. A su prestigio personal sumaba el ser segundo jefe del regimiento que mandaba en Dolores el coronel Narciso del Valle y que su padre era presidente de la Legislatura provincial.
Maza confiaba poder movilizar su regimiento pese a que el coronel del Valle era partidario de Rosas. Habló con los coroneles Celestino Vidal (Patricios), Mariano Benito Rolón (Guardia Argentina) e Hilario Lagos y los generales Agustín de Pinedo (inspector general) y Manuel Guillermo Pintos, así como los comandantes de los acantonamiento de San Nicolás (teniente coronel Patricio Balsa) y Zárate (Facundo Borda). La respuesta coincidió en que no confiaban en poder mover tropas para apoyar el desembarco de Lavalle pero tampoco se opondrían. Precisaba por sobre todo controlar la artillería de marina que se encontraba al mando de Mariano Maza que si bien era su primo era también federal.
Para lograrlo, uno de los conspiradores, Avelino Balcarce, se ofreció a conseguir la adhesión de su tío Martínez Fontes, quien a su vez podría sumar a su hijo Nicolás que pertenecía al regimiento de artillería de marina.
Maza llegó a Buenos Aires con licencia y para prorrogarla adelantó al 3 de junio su casamiento con Rosa Fuentes Arguibel, sobrina de la esposa de Rosas y cuñada de su hijo varón.
Nicolás Martínez Fontes aceptó sumarse al movimiento y habló con su hijo, quien se aterró de que se hubiese prestado a semejante aventura y que hubiera comprometido su nombre y su posición en el regimiento de tal manera. Martínez Fontes resolvió entonces delatar la conspiración, lo que hizo el 26 de junio ante el general Manuel Corvalán. Dio sólo los nombres de Ramón Maza y de Jacinto Rodríguez Peña, pero excluyó a su sobrino y a los demás, a quienes no conocía.
Corvalán sin saber que su hijo Rafael participaba del complot dio parte de la denuncia y arrestó a Maza, quien fue rápidamente ejecutado. La torpeza en el manejo de los conspiradores y los múltiples contactos que efectuaron para conseguir adhesiones hicieron que Rosas estuviera al tanto en todo momento del desarrollo del movimiento.
La traición de los Martínez Fontes les valieron la recompensa de 15.000 pesos para cada uno, la reincorporación del padre y su nombramiento como edecán de la Sala de Representantes de la Provincia de Buenos Aires y el ascenso del hijo al grado de sargento mayor.

### Últimos años
En 1844 sumó al de edecán el cargo de maestro de ceremonias para las funciones solemnes.
Entre 1848 y enero de 1852 se desempeñó como comisario pagador de las fuerzas que protegían el norte de la provincia. A la caída de Rosas se incorporó al ejército de la Confederación Argentina.
El 13 de junio de 1853 fue nombrado contador de la Aduana de la Ensenada de Barragán, pero debió renunciar al mes debido al retiró el ejército sitiador. Destinado a la provincia de Entre Ríos, en 1855 se le encomendó vigilar los movimientos del general Nicanor Cáceres en la frontera de la provincia de Corrientes.
Entre 1857 y 1860 estuvo a cargo de la Inspección General de Armas del Ministerio de Guerra. En 1861 pasó a retiro, pero ese mismo año fue designado ayudante del estado mayor del Ejército de Operaciones a cargo del mayor general Benjamín Virasoro. Efectuó la campaña cerrada con la batalla de Pavón.
Falleció muy anciano, después del año 1874. Estaba casado con Pascuala Gadea.